# ساوت جردن (یوتا)
ساوت جردن (به انگلیسی: South Jordan) شهری در ایالت یوتا کشور ایالات متحده آمریکا است که جمعیت آن در سرشماری سال ۲۰۱۰ میلادی، ۵۰٬۴۱۸ نفر بوده‌است.